# Hetereleotris georgegilli
Hetereleotris georgegilli är en fiskart som beskrevs av Gill, 1998. Hetereleotris georgegilli ingår i släktet Hetereleotris och familjen smörbultsfiskar. IUCN kategoriserar arten globalt som nära hotad. Inga underarter finns listade i Catalogue of Life.